# Thé aromatisé
Les thé aromatisés et les thés parfumés correspondent aux thés dont la saveur a été modifiée par contact avec d'autres plantes, adjonction d'arômes ou mélange. Tous les thés (blancs, verts, jaunes, Oolong, noirs, ou post-fermentés) peuvent être aromatisés.

## Définition

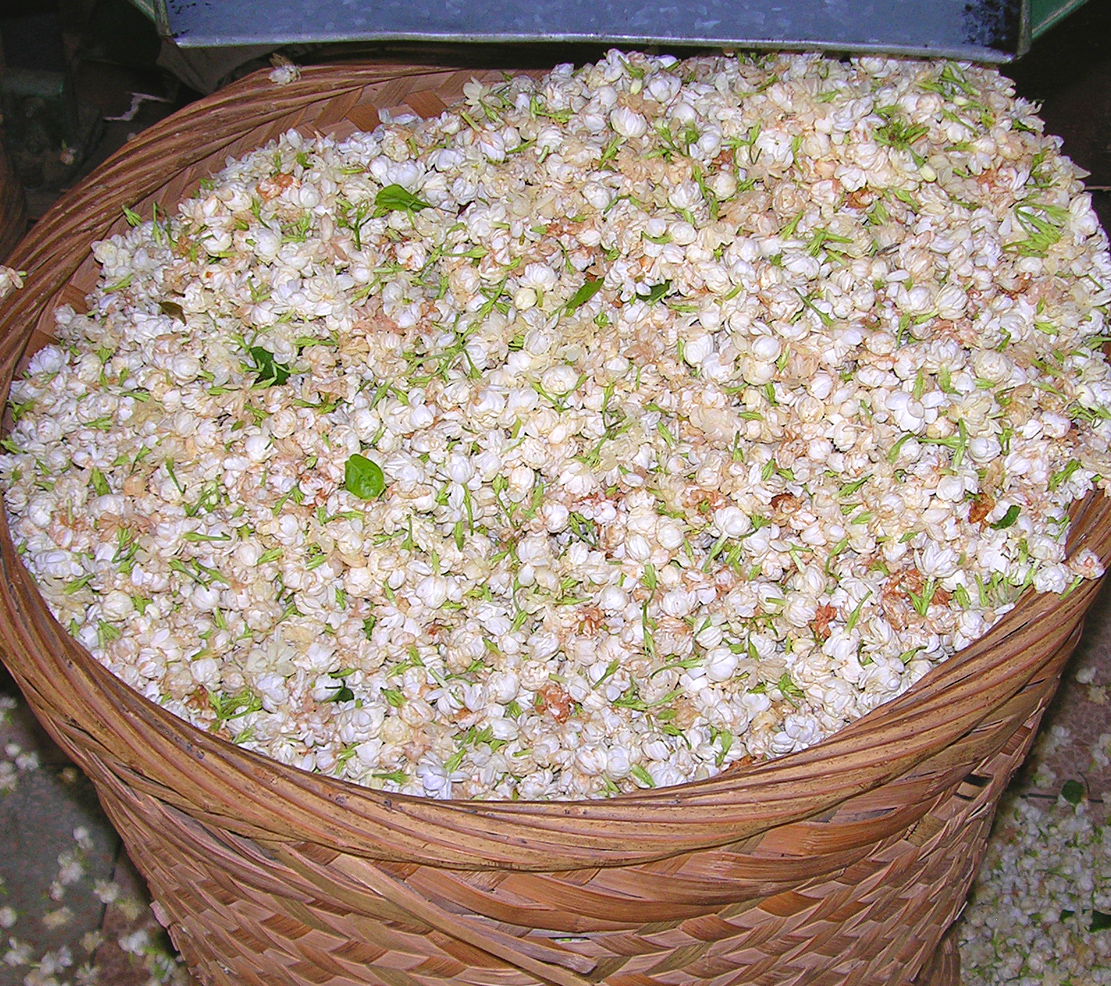
Fabrication du thé au jasmin : fleurs de jasmin posées sur des feuilles de thé pour que leurs arômes s'y déposent. Fujian

Si certains auteurs utilisent les deux termes comme interchangeables, d'autres font une distinction entre les thés aromatisés et les parfumés,.
Les thés parfumés correspondent ainsi aux thés dont l'altération du gout est effectuée par une méthode non industrielle, telle que la mise en contact des feuilles de thé avec des fleurs, comme c'est le cas pour le thé au jasmin ou le thé au lotus ; ceux-ci existent depuis le XIXe siècle ou avant et sont des spécialités des pays producteurs de thé, tels que la Chine ou le Vietnam. Certains commercialisent ces thés sous la dénomination thés enfleurés.
les thés aromatisés, quant à eux, sont une invention plus récente, datant de l'industrialisation du thé et dont la popularité augmente en Occident à partir des années 1970 : ils sont fabriqués en ajoutant des huiles essentielles ou des arômes aux feuilles de thé, par vapeur ou pulvérisation directe.
Les mélanges à base de thé enrichi de fleurs, fruits séchés ou épices, tels que le thé de Noël, sont généralement assimilés aux thés aromatisés, car ceux commercialisés tirent aussi en partie leur goût d'adjonction d'arômes. Ce n'est pas le cas en revanche du genmaicha, mélange de thé et de riz soufflé du Japon, où les feuilles de thé n'ont pas leur goût altéré lors de leur fabrication autrement que comme pour la fabrication d'un thé vert.
Les autres altérations de goût du thé, tel que le contrôle du niveau d'oxydation (thé blanc, thé vert, thé jaune, oolong, thé noir), la post-fermentation, ou la torréfaction (hojicha) ou le fumage (lapsang souchong) n'entrent pas dans la catégorie des thés aromatisés.
Les mélanges réalisés lors de la préparation du thé, tels que le chai ou le thé à la menthe, ne sont aussi pas considérés comme des thés aromatisés ; toutefois, il existe aussi des mélanges de feuilles sèches déjà parfumés à la menthe ou à un mélange d'épices, qui entrent ainsi dans la catégorie des thés aromatisés.
Enfin, les thés aromatisés sont différents des blends, qui sont simplement des mélanges de thés nature, d'une ou plusieurs origines.

## Thé parfumés

### Fabrication
Les feuilles de thé s'imprégnant facilement des fragrances des produits au contact desquels elles se trouvent, il suffit de les mêler à ceux-ci pour en modifier l'arôme. En Chine, on emploie en général des thés verts, parfois des thés wulong, des thés noirs et des thés sombres. Les fleurs sont souvent l'élément employé pour parfumer le thé : jasmin, orchidée, magnolia, rose, chrysanthème, osmanthus, gardenia, etc. Selon la méthode de fabrication décrite par K. Rougeventre, une bâche est étendue sur le sol, puis couverte d'une première couche de thé, d'une épaisseur d'environ 1,50 cm. Elle est recouverte d'une fine couche de fleurs, elle-même recouverte d'une nouvelle couche de thé, puis les couches de fleurs et de thés alternent ainsi de suite jusqu'à former un tas d'environ 30 à 45 cm. Il est estimé que plus le tas est haut, plus la qualité baisse. Le procédé a pour effet de faire éclore les boutons floraux qui libèrent alors leurs fragrances, que le thé absorbe rapidement. Les fleurs sont retirées, puis le thé est séché. L'opération est renouvelée plusieurs fois, jusqu'à 5 ou 6 pour les meilleures gammes de thés floraux. Les thés sont aussi parfumés aux épices (cannelle, clou de girofle) ou des fruits (tangerine).

### Histoire
L'habitude de parfumer des thés est ancienne en Chine. Vers 1050, Cai Xiang indique qu'il est habituel de parfumer le thé destiné au tribut impérial, donc celui de meilleure qualité, avec de l'ambre gris. Cette pratique coexiste alors avec une autre, plus ancienne, qui consiste à ajouter des herbes et fruits au moment où on fait infuser le thé. L'érudit est lui-même un adversaire de ces pratiques. Par la suite on trouve du thé parfumé avec du camphre de Bornéo, ou du musc, puis du cannelier de Chine, du jasmin, des fleurs d'oranger et d'autres fleurs. Un écrit de la fin des Yuan/début des Ming (v. 1370) décrit les manières dont ces thés parfumés peuvent être fabriqués : pour le camphre, on en enveloppe dans un papier fin qu'on place dans un tas de thé, et il suffit d'une nuit pour qu'il l’imprègne de son arôme ; pour les thés parfumés aux fleurs, on empile des contenants en étain, celui du bas contenant du thé de bonne qualité, celui du milieu des fleurs, et celui du haut du thé, des trous permettant à l'arôme des fleurs de se diffuser. Au XVIe siècle sont attestés en plus des thés parfumés à la rose, l'orchidée, la tangerine, le gardenia, la prune, la chrysanthème. Certains puristes s'offusquent encore de ces pratiques, ce qui ne les empêche pas de connaître une grande vogue. Le thé au jasmin devient de loin le plus populaire, ceux à l'orchidée, à la rose congou et au litchi jouissent aussi d'une popularité certaine.

## Thés aromatisés

### Fabrication

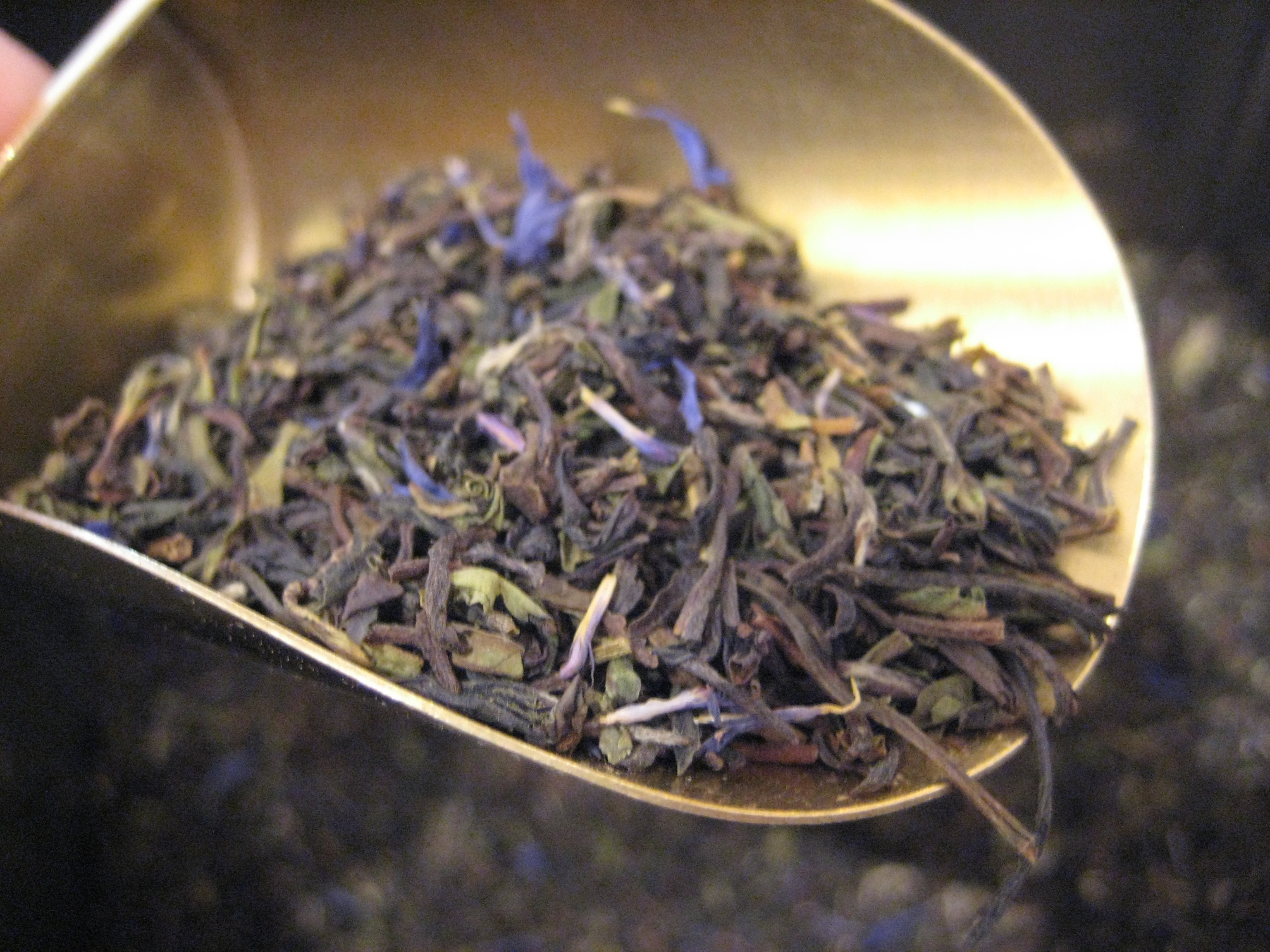
Earl Grey réalisé à partir de thé de Darjeeling, fleurs de bleuet et huile essentielle de bergamote

Les thés aromatisés sont fabriqués selon deux méthodes : la première, et la plus courante, consiste à placer les feuilles de thé dans un tambour tournant à 6 ou 10 tours par minute, dans lequel des arômes montés sur alcool, des essences ou des huiles sont pulvérisés : cette technique permet un mélange homogène des feuilles et du liquide. Une autre technique, rare car la feuille de thé sèche craint l'humidité, consiste à aromatiser le thé à l'aide de vapeur : cette méthode permet d'avoir des arômes similaires entre les feuilles sèches et la liqueur,.
Si des morceaux de fruits ou des pétales de fleur sont ajoutés au mélange, c'est généralement plus par souci esthétique que gustatif.

### Histoire
Le thé aromatisé le plus répandu et le plus consommé est le Earl Grey, mélange aromatisé à la bergamote. Les sources divergent sur son origine : il serait proposé soit au début du XXe siècle en Angleterre par Edouard Grey, en copie d'un thé chinois, qui donna plus tard sa recette à la société Jackson of Piccadilly; soit, par Charles Grey en 1830, qui ajouta quelques gouttes d'huile d'essence de bergamote dans son thé. Face au grand succès, toutes les maisons de thé, d'abord du Royaume-Uni, puis d'Europe et du reste du monde, se mettent à proposer du Earl Grey.
Chaque Earl Grey, et a fortiori chaque autre mélange de thé aromatisé, est différent : outre la technique d'aromatisation, il varie principalement en fonction du thé (ou du blend) choisi comme base, et de la quantité d'arôme ajouté au thé.
En 1950, Dammann Frères propose le premier thé aromatisé qui n'est pas du Earl Grey : le goût russe, un thé aromatisé aux agrumes. Le succès, immédiat, permet aux consommateurs d'alterner entre les deux thés aromatisés, dont les goûts sont proches, afin d'en apprécier à chaque fois la subtilité des saveurs sans que le palais n'ait le temps de s'y habituer. À nouveau, les autres maisons de thé copient la création, en adaptant cette fois légèrement le nom et le mélange. De nouvelles créations ont lieu entre les années 1950 et 1970, mais toujours sur le principe d'association du thé et des agrumes.
L'explosion des variétés de thés aromatisés arrive dans les années 1970, sous l'influence de maisons de thés de France et d'Allemagne et grâce aux progrès de la chimie des années 1960 en matière de fixation d'arômes,,. Ces thés sont d'abord réalisés selon des goûts traditionnels, soit à la menthe, sous l'influence de la diaspora maghrébine en Europe, soit aux fruits européens : cassis, mûre sauvage, framboise, fraise, pêche, abricot, pomme. Ensuite, parallèlement à l'arrivée de fruits tropicaux sur les marchés du continent, sous forme fraîche ou en jus, se développent des thés aromatisés à ces parfums : mangue, noix de coco, fruit de la passion, goyave, orange amère, citron vert, vanille. L'étape suivante est l'arrivée de mélanges se détachant des fruits et des fleurs : chocolat, rhum, caramel, café. Enfin, sont apparus les thés mélangeant plusieurs saveurs, soit de manière thématique (thé aux fruits rouges) soit sous forme d'association originale d'arômes cherchant à créer une atmosphère.
Vers la fin des années 1990, les thés aromatisés sont proposés non pas uniquement en maison de thé qui commercialise des mélanges en vrac, mais aussi sous forme de sachets de thés disponibles en supermarchés.

### Consommation
Ces thés, qui représentent le tiers des ventes des fabricants de thés en vrac européens à la fin des années 1990, sont décriés par les amateurs de thé pour leur manque de subtilités gustatives. Si Kitti Cha Sangmanee, dirigeant de Mariage Frères, partage cette vision, il considère aussi qu'il s'agit d'une manière d'attirer une nouvelle clientèle au thé, plus jeune et plus féminine. Pour François-Xavier Delmas, fondateur du palais des thés, le thé aromatisé n'est pas un sous-thé, mais au contraire l'opportunité de créer de nouvelles saveurs, dans une expertise proche de celle des parfumeurs.